# Casper Ludwig von Below
Casper Ludwig von Below (* 1745 in Pennekow; † 22. April 1794) war königlich-preußischer Landrat und Landschaftsdirektor in Westpreußen.

## Leben

### Familie
Nikolaus Bertram von Below war ein Angehöriger der pommerschen Adelsfamilie von Below und Sohn des Martin Ernst von Below († 1793), königlich preußischer Kapitän und Erbherr auf Reblin und Runow und der Margarethe Henriette von Pirch († 1795).
Below vermählte sich mit der Schottin Alice von Silbergreen († vor 1794), die Ehe blieb kinderlos.

### Werdegang
Below war dem Militär zugeneigt, musste jedoch nach einem Sturz vom Pferd alsbald seinen Abschied nehmen. 1763 immatrikulierte er sich daraufhin auf der Universität Halle um Philosophie und Rechtstheorie zu hören. Um das Jahr 1765 kehre er nach Pommern zurück. 1767 engagierte sich Below als Referendar bei der Kriegs- und Domänenkammer in Königsberg. Erneut musste er krankheitsbedingt aus dem Dienstgeschehen ausscheiden. Bestand nach Genesung das Rigorosum, an dem er auf eigenen Antrag teilnahm, am 16. November 1771 mit gutem Ergebnis. Daraufhin wurde er am 13. November 1772 zum Landrat in Westpreußen ernannt, wo er fortan dem Kreis Dirschau vorstand. 1785 schloss sich Below den Freimaurern an, erwarb weiterhin 1788 das Gut Wyschkenzin in Westpreußen und wurde schließlich 1790 zum westpreußischen Landesdirektor ernannt.